# Friedrich Guggenberger
Friedrich Guggenberger (München, 6 maart 1915 – Erlenbach am Main, 13 mei 1988) was een Duitse U-boot-commandant bij de Kriegsmarine tijdens de Tweede Wereldoorlog, en was zeer succesvol in deze periode. Van november 1940 tot zijn gevangenneming in juli 1943, bracht hij 17 schepen tot zinken met een totaal van 66.848 BRT en beschadigde een ander van 6.000 BRT. Hij was ook verantwoordelijk voor het tot zinken brengen van het Britse vliegdekschip HMS Ark Royal in november 1941. Voor deze prestatie ontving hij onder andere het Ridderkruis van het IJzeren Kruis met Eikenloof.

## Zijn carrière
Guggenberger meldde zich in 1934 aan bij de Kriegsmarine. Kort na het uitbreken van de Tweede Wereldoorlog werd hij in oktober 1939 overgeplaatst naar de U-bootdienst. Na de gebruikelijke opleiding werd hij op de U 28 geplaatst waar hij diende onder commando van Ridderkruisdrager Günther Kuhnke. Guggenberger kreeg weldra van Kuhnke het bevel over de U 28 vanaf 16 november 1940 tot 11 februari 1941, terwijl zijn boot werd ingedeeld in een flottielje van school-U-boten. Hij kreeg het IJzeren Kruis 2e Klasse op 23 maart 1940.

## U 81
Guggenberger ontving vervolgens de opdracht om de U 81 in dienst te stellen op 26 april 1941. Hij verrichtte drie patrouilles in de Atlantische Oceaan, wat slechts een matig succes opleverde van twee getorpedeerde schepen. Guggenberger werd op 8 juli onderscheiden met het U-Boot Oorlogsinsigne 1939 en werd op 1 september tot Kapitänleutnant bevorderd. Vervolgens kreeg hij opdracht om met de U 81 in de Middellandse Zee te patrouilleren, samen met het 29. Unterseebootsflottille. Zijn eerste poging mislukte toen hij een doorbraak wilde forceren in de Straat van Gibraltar. De U 81 werd echter ontdekt door RAF-vliegtuigen en aangevallen, waardoor het zware schade opliep. De U 81 keerde beschadigd terug naar Brest, waar de boot hersteld werd. Guggenberger werd op 9 september onderscheiden met het IJzeren Kruis 1e Klasse. De U 81 vertrok weer naar de Middellandse Zee om opnieuw een doorbraak te forceren in november 1941. Op 13 november had hij een ontmoeting met Britse schepen van Force H, die terugkeerden naar Gibraltar. Guggenberger kreeg het vliegdekschip HMS Ark Royal in zijn schootsveld en trof de stuurboordzijde midscheeps met een torpedo. De U 81 ontsnapte vervolgens aan de dieptebommenladingen van de escorterende torpedojagers die het verwoed opspoorden.

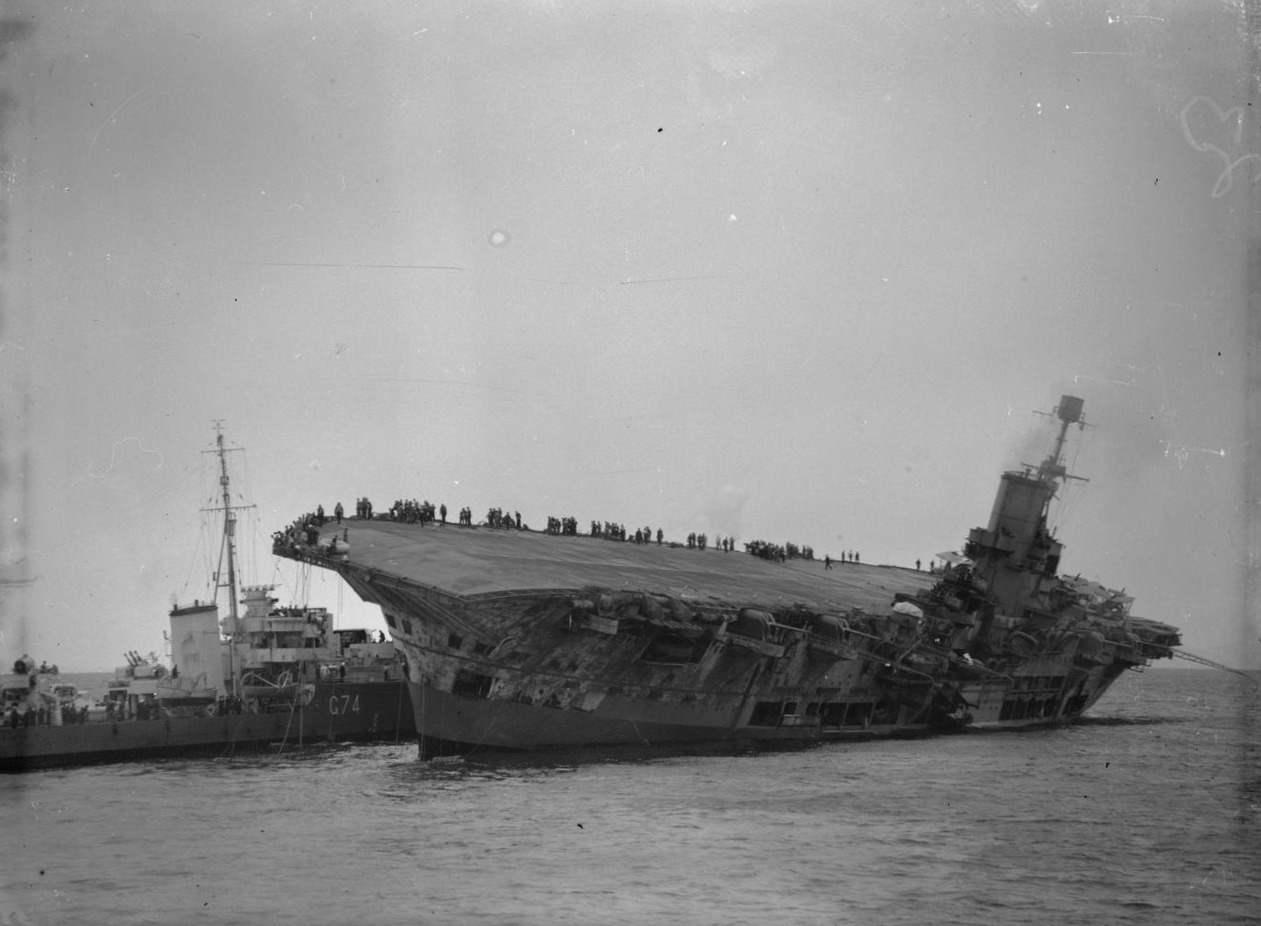
HMS Legion kwam langszij de getroffen HMS Ark Royal om de overlevenden op te pikken

Ondanks alle pogingen om HMS Ark Royal te redden moest ze worden verlaten. Het schip zonk de volgende dag, met  aan boord al haar Fairey Swordfish-vliegtuigen die wegens de slagzij niet konden opstijgen. De bemanning van HMS Ark Royal stapte over op HMS Legion. Guggenberger werd na zijn terugkeer op 10 december 1941 onderscheiden met het Ridderkruis.

## U 847,U 513en gedetineerd
Nadat hij de U 81 had verlaten op 24 december 1942, diende Guggenberger op de U 847 van 26 april 1943 tot 1 februari 1943, waarmee hij geen oorlogspatrouilles uitvoerde maar les gaf aan kandidaat-officieren, en één patrouille van 63 dagen op de U 513 van 15 mei 1943 tot 19 juli 1943. Toen werd hij krijgsgevangene gemaakt door de United States Navy. Tijdens zijn krijgsgevangenschap had hij daarna een ontmoeting met vier andere gedetineerde U-bootcommandanten en op 12 februari 1944 ontsnapte Guggenberger uit een Amerikaans krijgsgevangenkamp. Guggenberger reisde samen met August Maus, maar ze werden ingehaald en opgepakt in Tucson, Arizona. Guggenberger deed weer mee aan een grote kampuitbraak van 25 krijgsgevangenen in de nacht van 23-24 december 1944. Dit keer reisde hij met de zwijgzame Jürgen Faslem en nadat ze bijna de grens met Mexico hadden bereikt, werden ze weer opgepakt op 6 januari 1945. Na deze ontsnappingen werd Guggenberger overgeplaatst naar Camp Shanks, New York in februari 1946 en werd daarna gerepatrieerd naar Duitsland. Hij werd vastgehouden in een Britse kampzone in de buurt van Münster, voordat hij werd vrijgelaten in augustus 1946.

## Na de oorlog
Guggenberger werd architect, voordat hij in 1956 weer in dienst trad bij de nieuwe Duitse Marine, de Bundesmarine. Hij studeerde aan de Naval War College in Newport, Rhode Island, en verkreeg de rang van Konteradmiral. Hij werd de Deputy Chief of Staff bij de NAVO-commandostructuur AFNORTH en diende de NAVO vier jaar. Hij bleef er tot oktober 1972. Op 13 mei 1988 verliet hij op 73-jarige leeftijd zijn huis voor een boswandeling, maar hij keerde nimmer terug. Zijn stoffelijk overschot werd twee jaar later teruggevonden in het bos.

## Successen
- 15 schepen tot zinken gebracht voor een totaal van 43.098 BRT
- 1 hulpkruiser-oorlogsschip tot zinken gebracht voor een totaal van 1.150 BRT
- 1 vliegdekschip tot zinken gebracht voor een totaal van 22.600 ton
- 1 schip beschadigd met een totaal van 6.003 BRT

## Militaire loopbaan
Reichsmarine
- Offiziersanwärter: 8 april 1934[1]
- Seekadett: 26 september 1934[2][1]

Kriegsmarine
- Fähnrich zur See: 1 juli 1935[2][1]
- Oberfähnrich zur See: 1 januari 1937[2][1]
- Leutnant zur See: 1 april 1937[2][1]
- Oberleutnant Zur See: 1 april 1939[2][1]
- Kapitänleutnant: 1 september 1941[2][1]

Bundesmarine
- Korvettenkapitän: 1 januari 1956[1]
- Fregattenkapitän: 1 januari 1957[1]
- Kapitän zur See: 1 september 1961[1]
- Flottillenadmiral: 29 november 1966[1]
- Konteradmiral: 31 oktober 1968[1]

## Decoraties
- Ridderkruis op 10 december 1941 als Kapitänleutnant en Commandant van de U-81[3][1][2]
- Ridderkruis met Eikenloof (nr.171) op 8 januari 1943 als Kapitänleutnant en commandant van U-81[3][1][2]
- IJzeren Kruis 1939, 1e Klasse (9 september 1940)[4][1][2]en 2e Klasse (23 maart 1940)[4][1][2]
- Onderzeebootoorlogsinsigne 1939 op 8 juli 1940[4][1][2]
- Onderzeebootoorlogsinsigne 1939 met Briljanten in 1943
- Zilveren medaille voor Dapperheid op 10 maart 1942[4][1]
- Bronzen medaille voor Dapperheid op 29 mei 1943[4][1]
- Militaire Orde van Verdienste, 4e Klasse met Kroon[1]
- Hij werd eenmaal genoemd in het Wehrmachtbericht. Dat gebeurde op:
- 15 november 1941[1][5]

## U-bootcommando
- U 28: 16 november 1940 - 11 februari 1941: Geen oorlogspatrouilles
- U 81: 26 april 1941 - 24 december 1942: 9 patrouilles (261 dagen)
- U 847: 23 januari 1943 - 1 februari 1943: Geen oorlogspatrouilles
- U 513: 15 mei 1943 - 19 juli 1943: 1 patrouille (63 dagen)